# コック郡 (テネシー州)
コック郡（コックぐん、Cocke County）はアメリカ合衆国テネシー州に位置する郡である。2000年現在、人口は33,565人である。ここの郡庁所在地はニューポートである。

## 地理
アメリカ合衆国統計局によると、この郡は総面積1,148 km2 (443 mi2) である。このうち1,125 km2 (434 mi2) が陸地で23 km2 (9 mi2) が水地域である。総面積の1.97%が水地域となっている。

## 人口動勢
2000年現在の国勢調査で、この郡は人口33,565人、13,762世帯、及び9,715家族が暮らしている。人口密度は30/km2 (77/mi2) である。14/km2 (36/mi2) の平均的な密度に15,844軒の住宅が建っている。この郡の人種的な構成は白人96.16%、アフリカン・アメリカン1.99%、先住民0.40%、アジア0.15%、太平洋諸島系0.01%、その他の人種0.32%、及び混血0.96%である。ここの人口の1.05%はヒスパニックまたはラテン系である。
この郡内の住民は22.80%が18歳未満の未成年、18歳以上24歳以下が8.30%、25歳以上44歳以下が28.80%、45歳以上64歳以下が26.40%、及び65歳以上が13.60%にわたっている。中央値年齢は39歳である。女性100人ごとに対して男性は94.60人である。18歳以上の女性100人ごとに対して男性は92.80人である。
この郡内の世帯ごとの平均的な収入は25,553米ドルであり、家族ごとの平均的な収入は30,418米ドルである。男性は26,062米ドルに対して女性は18,826米ドルの平均的な収入がある。この郡の一人当たりの収入 (per capita income) は13,881米ドルである。人口の22.50%及び家族の18.70%は貧困線以下である。全人口のうち18歳未満の31.80%及び65歳以上の18.70%は貧困線以下の生活を送っている。

## 都市及び町
- ニューポート (Newport)
- Parrottsville

1. ↑   Find a County, National Association of Counties 2011年6月7日閲覧。
2. ↑   American FactFinder, United States Census Bureau 2008年1月31日閲覧。